# Cień (film 2006)
Cień (ang. The Minder, hiszp. El Custodio) – argentyńsko-urugwajsko-francusko-niemiecki dramat filmowy z 2006 roku w reżyserii Rodrigo Moreno. Wyprodukowany przez The Match Factory.
Premiera filmu miała miejsce 13 lutego 2006 roku podczas 56. Międzynarodowego Festiwalu Filmowego w Berlinie.

## Opis fabuły
Rubén (Julio Chávez) jest ochroniarzem jednego z argentyńskich ministrów. Większość swojego życia spędził w cieniu tego człowieka, podporządkowując mu swoje potrzeby i czas, przez co zatracił poczucie własnej odrębności. Pod powierzchnią codzienności zaczyna jednak powoli coś wrzeć. Rubén wreszcie wybucha – i to w najmniej spodziewany sposób.

## Obsada
- Julio Chávez jako Rubén
- Osmar Núñez jako Artemio
- Marcelo D'Andrea jako Andrea
- Adrian Andrade jako Salinas
- Elvira Onetto jako Delia
- Cristina Villamor jako Beatriz
- Luciana Lifschitz jako Sobrina

i inni